# Kuggholma och Flatholmen
För andra betydelser, se Kuggholma ( Stackskär).
Kuggholma är en ö i Lemlands södra skärgård. Ön tillhör skärgårdshemmanet Stackskär. är en ö i Åland (Finland). Den ligger i Skärgårdshavet och i kommunen Lemland i Landskap i landskapet Åland, i den sydvästra delen av landet. Ön ligger omkring 12 kilometer sydöst om Mariehamn och omkring 270 kilometer väster om Helsingfors.
Öns area är 47,1 hektar och dess största längd är 1 kilometer i nord-sydlig riktning.
På Kuggholma fanns tidigare två gårdar vilka tillsammans ägde skärgårdshemmanet Stackskärs enstaka hemman bestående av 16 öar i Lemland. 
Mildred Lindqvist var den sista fast bosatta på Kuggholma, hon flyttade till fasta Lemland 1998, i en ålder av 88 år.